# Matthew Formston
Matthew Formston (nascido em 21 de julho de 1978) é um ciclista paralímpico australiano. Representou Austrália disputando cinco provas do ciclismo de estrada e pista nos Jogos Paralímpicos de Verão de 2016, realizados no Rio de Janeiro, Brasil.